# The Johnstown Flood (film, 1989)
Pour les articles homonymes, voir The Johnstown Flood.
Pour plus de détails, voir Fiche technique et Distribution.
The Johnstown Flood est un film américain réalisé par Charles Guggenheim sorti en 1989.
Il a remporté l'Oscar du meilleur court métrage documentaire en 1990.
Le film, qui utilise des photos d'archives et des reconstitutions, est présenté au mémorial consacré à la catastrophe.

## Synopsis
Le documentaire est consacré à l'inondation de Johnstown de 1889, catastrophe qui fit 2 200 victimes à la suite de la rupture d'un barrage en Pennsylvanie.

## Fiche technique
- Titre : The Johnstown Flood
- Réalisation : Charles Guggenheim
- Scénario : Charles Guggenheim
- Narration : Len Cariou
- Musique : Michael Bacon
- Photographie : Erich Roland
- Montage : Catherine Shields
- Production : Charles Guggenheim
- Société de production : Guggenheim Productions
- Pays :  États-Unis
- Genre : Documentaire
- Durée : 26 minutes
- Dates de sortie : 
  -  États-Unis : 1989

## Distinctions
- Oscar du meilleur court métrage documentaire en 1990[2].